# Couvent clarisse d'Óbuda
Le couvent clarisse d'Óbuda (en hongrois : Óbudai klarissza kolostor) désigne les vestiges d'un cloître de l'ordre des Pauvres Dames, situées dans le 3e arrondissement de Budapest.